# Megascopini
Megascopini Wink et al., 2008 è una tribù di uccelli della sottofamiglia Striginae.

## Tassonomia
La tribù comprende i seguenti generi e specie:
- Megascops Kaup, 1848
  - Megascops asio (Linnaeus, 1758)
  - Megascops kennicottii (D.G.Elliot, 1867)
  - Megascops seductus (R.T.Moore, 1941
  - Megascops cooperi (Ridgway, 1878)
  - Megascops trichopsis (Wagler, 1832)
  - Megascops choliba (Vieillot, 1817)
  - Megascops roboratus (Bangs & Noble, 1918)
  - Megascops koepckeae (Hekstra, 1982)
  - Megascops clarkii (L.Kelso & E.H.Kelso, 1935)
  - Megascops barbarus (P.L.Sclater & Salvin, 1868
  - Megascops ingens (Salvin, 1897)
  - Megascops colombianus (Traylor, 1952)
  - Megascops petersoni (Fitzpatrick & O'Neill, 1986)
  - Megascops marshalli (Weske & Terborgh, 1981)
  - Megascops watsonii (Cassin, 1849)
  - Megascops guatemalae (Sharpe, 1875)
  - Megascops vermiculatus Ridgway, 1887
  - Megascops roraimae (Salvin, 1897)
  - Megascops napensis (Chapman, 1928)
  - Megascops centralis (Hekstra, 1982)
  - Megascops hoyi (C.König & Straneck, 1989
  - Megascops atricapilla (Temminck, 1822)
  - Megascops sanctaecatarinae (Salvin, 1897)
  - Megascops nudipes (Daudin, 1800)
  - Megascops albogularis (Cassin, 1849)

- Psiloscops Coues, 1899
  - Psiloscops flammeolus (Kaup, 1852)

- Margarobyas Olson & Suárez, 2008
  - Margarobyas lawrencii (P.L.Sclater & Salvin, 1868)